# Jules-Marcel Nicole
Pour les articles homonymes, voir Nicole.
Jules Marcel Nicole (né à Berlin le 8 juin 1907 et mort à Meulan le 4 décembre 1997) est un pasteur et théologien de nationalité suisse. Il fut engagé comme professeur à plein temps à  l'Institut biblique de Nogent de 1932 à 1996.

## Biographie
Jules Marcel Nicole est le fils du pasteur Albert Nicole, originaire de Genève et pasteur de l'Église française de Berlin. Il est le frère aîné du professeur Roger R. Nicole. Son fils aîné Émile Nicole est lui aussi pasteur et professeur. Son deuxième fils, Jacques Nicole, est linguiste et missionnaire au Togo.
Après avoir achevé ses études secondaires en Allemagne et en Suisse, il suit les cours de l'Institut biblique de Nogent, de la Sorbonne (licence ès lettres classiques), et de la Faculté de Gordon en Amérique (licence en théologie).
En 1932, il est nommé professeur à l'Institut biblique de Nogent, où il exerce également le ministère pastoral. Il est aussi directeur-adjoint de l'Institut avec Jacques Blocher. Depuis l'origine, il est également professeur à la Faculté de théologie d'Aix-en-Provence et à celle de Vaux-sur-Seine.
Durant la Seconde Guerre mondiale, il a été quelque temps aumônier à la clinique psycho-thérapique de Vers-la-Rive à Vaumarcus en Suisse, puis pasteur de l'Église Réformée Évangélique Indépendante d'Alès.
Jules Marcel Nicole est l'un des principaux artisans (avec les professeurs Bernard Keller, André LaCocque et Frank Michaëli) de la traduction de la Bible dite "Bible à la colombe", publiée en 1978 par l'Alliance biblique universelle. Il a notamment présidé les travaux de la commission qui a mis au point le manuscrit remis à l'imprimeur (avec la collaboration des pasteurs Jean-Marc Thobois et Kenneth Ware).

## Publications
J.-M. Nicole a publié de nombreux ouvrages, notamment :
- Commentaires de Jean Calvin sur le Nouveau Testament, Genève
- Précis d'histoire de l'église, Nogent-sur-Marne, 1972 (2e édition)
- Précis de doctrine chrétienne, Nogent-sur-Marne, 1983
- Le Livre de Job, Edifac, Vaux-sur-Seine, 1986-1987
- Précis d'histoire des religions, Nogent-sur-Marne, 1990
- Précis de prédication chrétienne, Nogent-sur-Marne, 1995